# Агенты «Щ.И.Т.» (6-й сезон)
Шестой сезон американского телесериала «Агенты „Щ.И.Т.“», основанного на одноимённой организации из Marvel Comics. Шестой сезон сосредоточен на том, что агенты «Щ.И.Т.» и их союзники пытаются спасти человечество после смерти директора Фила Колсона. Действие сериала разворачивается в рамках кинематографической вселенной Marvel (КВМ) и он подтверждает непрерывность фильмов франшизы. Производством сезона занимались ABC Studios, Marvel Television и Mutant Enemy Productions, а в качестве шоураннеров выступили Джед Уидон, Морисса Танчароен и Джеффри Белл.
Кларк Грегг, который исполняет роль Колсона в сериале и фильмах, возвращается в качестве нового персонажа в сезоне. В этом сезоне также вернулись Минг-На Вен, Хлоя Беннет, Иэн Де Кэскер, Элизабет Хенстридж, Генри Симмонс и Наталия Кордова-Бакли. К ним присоединился Джефф Уорд, которого повысили после его повторяющейся роли в пятом сезоне. Шестой сезон был заказан в мае 2018 года, а съёмки проходили с июля по декабрь этого же года. В отличие от предыдущих сезонов, в которых были прямые связи с КВМ, этот сезон избегает упоминания фильмов «Мстители: Война бесконечности» (2018) и «Мстители: Финал» (2019) из-за логистических проблем, и чтобы он смог рассказать свою собственную историю.
Премьера шестого сезона состоялась на канале ABC 10 мая 2019 года, и он продолжался в течение 13 эпизодов до 2 августа. Он дебютировал с более низкими рейтингами, но с более высокой аудиторией, чем предыдущий сезон, и его аудитория оставалась неизменной. Сезон получил положительные отзывы, с особой похвалой за его более лёгкий тон и темп, что критики приписывали его более короткому количеству эпизодов, по сравнению с предыдущими сезонами. Критики также похвали игру актёров и сценарий сезона. В ноябре 2018 года, перед дебютом сезона, ABC продлило сериал на седьмой и последний сезон.

## Эпизоды
| № общий | № в сезоне | Название                                                                          | Режиссёр           | Автор сценария                  | Дата премьеры  | Зрители США (млн) |
| --- | ---------- | --------------------------------------------------------------------------------- | ------------------ | ------------------------------- | -------------- | ----------------- |
| 111 | 1          | «Недостающие детали» «Missing Pieces»                                             | Кларк Грегг        | Джед Уидон и Морисса Танчароен  | 10 мая 2019    | 2,31              |
| Уже год Мак выполняет обязанности директора «Щ.И.Т.а», из-за чего он расстаётся с Еленой, которая обретает новую любовь в лице агента Келлера. Тем временем, на другом конце Галактики агенты Дейзи Джонсон, Джемма Симмонс, Пайпер и Дэвис ищут Лео Фитца, который пробудился в результате разрушения криогенной капсулы неизвестным инопланетным кораблём. Зефир также подвергается нападению, и Джемма задаёт координаты Фитца несмотря на несогласие остальных. На Землю прибывает группа неизвестных, телепортирующихся в наш мир через стены: в результате последнего перемещения агент Мелинда Мэй видит перед собой человека, Сержанта, выглядящего точно также, как ныне усопший Фил Колсон... Появившиеся персонажи: Сержант, Снежинка, Джако, Пакс, Маркус Бенсон, Келлер. |            |                                                                                   |                    |                                 |                |                   |
| 112 | 2          | «Окно возможностей» «Window of Opportunity»                                       | Кевин Танчароен    | Джеймс С. Оливер и Шарла Оливер | 17 мая 2019    | 2,18              |
| Мак и Мэй нанимают нового учёного Маркуса Бенсона, который начинает изучение трупа х, застрявшего в стене. Группа Сержанта совершает ограбление ювелирного магазина для добычи кристаллов, нужных им для неизвестных целей. Мэй почти достигает Сержанта, однако он и его группа сбегают. Бенсон выясняет, что группа Сержант уничтожала все миры, в которых они побывали. |            |                                                                                   |                    |                                 |                |                   |
| 113 | 3          | «Страх и ненависть на планете Китсон» «Fear and Loathing on the Planet of Kitson» | Джесси Бочко       | Брент Флетчер и Крэйг Титли     | 24 мая 2019    | 2,26              |
| Фитц и Инок оказываются брошены на планете Китсон в результате череды событий. Дейзи и Джемма следуют за ними. Дэвис ловит Малахи, охотника члена группы хроникомов, желающих устранить Фитца. Фитц и Инок пытаются выиграть денег в инопланетном казино, но Инок проигрывает всю выигранную сумму из-за нехватки человеческого рассуждения. Как только Джемма находит Фитца, его похищает сбежавший Малахи. Появившиеся персонажи: Малахи. |            |                                                                                   |                    |                                 |                |                   |
| 114 | 4          | «Код жёлтый» «Code Yellow»                                                        | Марк Колпак        | Нора Цукерман и Лилла Цукерман  | 31 мая 2019    | 2,35              |
| Сержант прибывает за Диком Шоу, который за год успел создать свою технологическую компанию. «Щ.И.Т.» отправляется спасать его. Мак и Дик ловят Джако и Пакса, Мэй же одолевает Снежинку, однако Сержант похищает Мэй. В то же время на Маяке Йо-Йо, Келлер и Бенсон проводили вскрытие мужчины убитого Сержант и находят в трупе инопланетную летучую мышь, проткнутую специальным ножом. Она внезапно оживает и проникает через рот внутрь Келлера. Его тело начинает разрываться на куски и нагреваться до состояния взрыва, из-за чего Йо-Йо приходится убить своего возлюбленного. |            |                                                                                   |                    |                                 |                |                   |
| 115 | 5          | «Другое дело» «The Other Thing»                                                   | Лу Даймонд Филлипс | Джордж Китсон                   | 14 июня 2019   | 2,18              |
| Корабль Конфедерации захватывает Зефир-1 с Дейзи, Джеммой, Дэвисом, Пайпер и Иноком на борту. Корабль принадлежит не Конфедерации, а группе хроникомов, ведомых Альтарой, бывшей главнокомандующей Инока, которая хочет использовать Лео Фитца, чтобы тот нашёл способ переместиться во времени и предотвратить разрушение родной планеты хроникомов. Для этого Инок предлагает использовать Симмонс как мотивацию для Фитца. На Земле Сержант и Снежинка оставляют Мэй на бой с заражённым, которого Мэй нейтрализует. Поняв, что Сержант спасает миры от заражения, уничтожая их, Мэй устраивает драку и везёт Сержант и Снежинку на Маяк. Туда же прибывает Дейзи. |            |                                                                                   |                    |                                 |                |                   |
| 116 | 6          | «Неизбежное» «Inescapable»                                                        | Джесси Бочко       | Д. Дж. Дойл                     | 21 июня 2019   | 2,12              |
| Альтара помещает Фитца и Симмонс в тюрьму их объединенного разума, с целью воссоздания машины времени. Там Фитц узнаёт обо всех произошедших за время его отсутствия событиях. Ситуация осложняется тем, что их преследуют Доктор (версия Фитца из Фреймворка) и озлобленная версия самой Джеммы. Лишь выговорив друг другу всё, что накопилось, они побеждают свои страхи. Инок пытается уговорить Атару освободить ФитцСиммонс, а когда не удаётся, делает это сам. Вместе они сбегают с корабля хроникомов. Тем временем, на Земле Мак сообщает Дейзи о захвате тех, кто причастен к уничтожению Хроники-2. |            |                                                                                   |                    |                                 |                |                   |
| 117 | 7          | «Я же говорил» «Toldja»                                                           | Кит Поттер         | Марк Лайтнер                    | 28 июня 2019   | 2,17              |
| Мак пытается понять, кто такой Сержант. «Щ.И.Т.» выслеживает носителей Сорокопутов. К всеобщему удивлению при непосредственной близости два носителя тела носителей начинают кристаллизоваться. Сержант подсказывает, что паразиты боятся холодных температур, и это помогает спасти Мэй и Йо-Йо. За это Мак обязан отпустить Сержант и его комнаду. Фитц, Дейзи и Инок возвращаются на Китсон, где их ловит хозяин планеты, но неожиданно их у него выкупает некая наёмница Айзель, которая просит Фитца и Симмонс доставить её на Землю. Инок прощается с ними. Появившиеся персонажи: Айзель. |            |                                                                                   |                    |                                 |                |                   |
| 118 | 8          | «Курс на столкновение (Часть I)» «Collision Course (Part I)»                      | Кристин Уинделл    | Джеффри Белл и Крэйг Титли      | 5 июля 2019    | 1,79              |
| Дейзи, Мэй, Сержант, Дик и Снежинка отправляются к месту, куда собираются все сорокопуты. Мак втайне следует за ними на Зефире. Паразиты образуют гигантскую кристаллическую структуру, продолжающую разрастаться. Сержант поясняет, что её необходимо уничтожить до прибытия Айзель — того самого создателя, иначе планета погибнет. Однако умалчивает о том, как именно собирается это сделать. Тем временем, корабль с Фитцом и Симмонс приближается к Земле. Айзель признаётся им, что ищет монолиты, что некогда были украдены с её планеты. Она заражает членов экипажа сорокопутами и направляет звездолёт прямиком к Башне. Туда же на автопилоте движется грузовик с запертыми в нём агентами Щ.И.Т.а и Снежинкой. Вместе с ними он перевозит бомбу, способную уничтожить всё живое в радиусе 300 километров... |            |                                                                                   |                    |                                 |                |                   |
| 119 | 9          | «Курс на столкновение (Часть II)» «Collision Course (Part II)»                    | Сара Бойд          | Иден Багдадчи                   | 12 июля 2019   | 2,30              |
| До столкновения остаётся 6 минут. Сержант телепортируется на Зефир и с помощью Пэкса и Джако захватывает контроль, требуя развернуть самолёт. Дик не может вовремя обезвредить бомбу и грузовик таранит Башню. Дейзи удаётся сдержать взрыв вибрацией, но теперь им приходится обороняться от целых полчищ сорокопутов. Видя, как Сержант бросил Снежинку и хладнокровно отнёсся к гибели Пэкса, Джако переходит на сторону «Щ.И.Т.а». Вместе с агентами он проникает на корабль Айзель, помогая бежать Фитцу и Симмонс, и уничтожает космолёт с заражёнными ценой собственной жизни. Агенты празднуют победу. Йо-Йо и Мак мирятся и вновь сближаются, а Дик предлагает предкам пожить в Шотландии. Агент Мэй приходит в камеру к Сержанту и стреляет в него. |            |                                                                                   |                    |                                 |                |                   |
| 120 | 10         | «Прыжок» «Leap»                                                                   | Гарри А. Браун     | Дрю З. Гринберг                 | 19 июля 2019   | 2,38              |
| Сержант начинает регенерировать и становиться сильнее. Мэй заявляет, что не помнит, как убивала Сержанта, и команда понимает, что кто-то захватывает их тела одного за другим. Захватчику нужен директор, имеющий доступ ко всем файлам и кодам. Заставив Дэвиса разбиться насмерть и подстрелив руку Пайпер, захватчица Айзель проникает в Мака и спешит в камеру, где находится контейнер из гравитониума, сдерживающий разлом в измерение страха, в котором, как понял Фитц, был создан Сержант из энергии трёх ныне уничтоженных Монолитов: бестелесная древняя сущность по имени Пачакутик сотни лет назад была помещена в точную копию тела Фила Колсона, однако со стёртой памятью о его личности. Сержант находит Айзель, которая рассказывает ему правду о происхождении — он отказывается перейти на её сторону, желая отомстить. Айзель затем, в теле Йо-Йо, берёт в заложники Мака и сбегает. |            |                                                                                   |                    |                                 |                |                   |
| 121 | 11         | «Из пепла» «From the Ashes»                                                       | Дженнифер Фанг     | Джеймс С. Оливер и Шарла Оливер | 26 июля 2019   | 2,14              |
| Айзель хочет узнать местонахождение храма Монолитов у Маркуса Бенсона. Она использует контейнер и создаёт копию его покойного мужа Томаса, после чего Бенсон выдаёт координаты, не желая видеть его смерть вновь и вновь. Маку и Йо-Йо удаётся отправить Бенсона сообщить информацию «Щ.И.Т.у». Мэй пытается поговорить с набирающем силу Сержантом и вызволить из него Фила Колсона. Дейзи же считает наоборот и убивает Сержант каждый раз, пока не пробудит воспоминания Колсона силой. Она собирается убить его, когда он пытается сбежать, но останавливается, когда он просить убить его ради спасения мира, как бы сделал Фил. В храме Айзель использует страх Мака и Йо-Йо, чтобы создать копию Флинта. |            |                                                                                   |                    |                                 |                |                   |
| 122 | 12         | «Послание» «The Sign»                                                             | Нина Лопес-Коррадо | Нора Цукерман и Лилла Цукерман  | 2 августа 2019 | 1,88              |
| Захватив тело Флинта, Айзель воссоздаёт Монолиты, после чего ломает ногу Флинта. Подавленный тем фактом, что никто его не ценит, Дик использует свои изобретения, чтобы телепортироваться в храм и спасти Мака, Йо-Йо и Флинта. Пайпер эвакуирует Флинта. В Сержанте окончательно проявляются черты Колсона. В храме Айзель начинает ритуал по открытию портала в её измерение. Сержант использует меч, чтобы ранить Мэй и сбросить её в портал... |            |                                                                                   |                    |                                 |                |                   |
| 123 | 13         | «Новая жизнь» «New Life»                                                          | Кевин Танчароен    | Брент Флетчер и Джед Уидон      | 2 августа 2019 | 1,88              |
| Фитц и Симмонс передают о смерти Мэй. Хроникомы во главе с Малахи захватывает Маяк, убивая множество агентов и Тревора Хана. Фитц догадывается, что они сделали это с помощью разумов Фитца и Симмонс, и собирается убить себя и Джемму, чтобы уничтожить Скелет и хроникомов, однако прибывает Инок, предлагающий им новый план. Тем временем в месте между двумя измерениями, где не существует жизни и смерти, Мэй мешает прибытию бестелесных. Мак вывозит Дика от зомби на квинджете, пока сорокопут попадает в тело Йо-Йо. Она, боясь, что ей недолго осталось, просит Дейзи убить её. В храме Мак бьётся с пробудившимся Сержантом, в котором пробудился Пачакутик, но бесполезно. Внезапно Мэй протыкает Айзель мечом Сержанта. Мак подбирает меч и разрубает Пачакутика пополам, убивая его. Портал закрывается, а Йо-Йо выплёвывает сорокопута. Приходит Симмонс, которая погружает умирающую Мэй в криокпасулу Фитца. С помощью усовершенствованного телепорта реморатов она спасает Зефир от ракет хроникомов, которые сносят храм. Дейзи и Мак замечают здание Эмпайр Стейт и понимают, что они попали в прошлое 40-х годов прошлого века. Джемма объясняет, что ей и Фитцу пришлось вновь разделиться, чтобы придумать точную стратегию против хроникомов, которые больше не могут отследить их, так как Фитц остался в настоящем. Далее она говорит, что им нужен эксперт по истории «Щ.И.Т.а» и показывает им усовершенствованную технологией хроникомов Жизнеспособную Модель Фила Колсона со всеми его воспоминаниями и о тех событиях, что произошли после. Появившиеся персонажи: Фил Колсон ЖСМ. |            |                                                                                   |                    |                                 |                |                   |

## Актёры и персонажи
| - Кларк Грегг — Сержант и Фил Колсон - Минг-На Вен — Мелинда Мэй - Хлоя Беннет — Дейзи Джонсон / Дрожь - Иэн Де Кэскер — Лео Фитц - Элизабет Хенстридж — Джемма Симмонс - Генри Симмонс — Альфонсо «Мак» Маккензи - Наталия Кордова-Бакли — Елена «Йо-Йо» Родригес - Джефф Уорд — Дик Шоу | - Максимилиан Осински — Дэвис - Бриана Венскус — Пайпер - Джоэл Стоффер — Инок - Барри Шабака Хенли — Маркус Бенсон - Уинстон Джеймс Фрэнсис — Джако - Мэтт О’Лири — Пакс - Брук Уильямс — Снежинка - Кристофер Джеймс Бейкер — Малахи - Шайну Бала — Тревор Кхан - Каролина Выдра — Айзель | - Лукас Брайант — Келлер - Морисса Танчароен — Секвойя - Шерри Сом — Атара - Энтони Майкл Холл — Мистер Китсон - Кой Стюарт — Флинт |

## Производство

### Разработка
В январе 2018 года президент ABC Entertainment Ченнинг Данги была оптимистична в отношение того, что «Агентов „Щ.И.Т.“» продлят на шестой сезон, но марте Нелли Андреева из «Deadline Hollywood» описала сериал как находящийся «на пузыре», имея в виду, что он «может пойти в любом направлении». Несмотря на то, что пятый сезон сериала получил низкие рейтинги во время его показа, сериал считался «сильным DVR-гейнером и ещё более сильным международным ходовым товаром», а также единственным шансом Marvel Television иметь сериал на ABC в телевизионном периоде 2018—19 гг., учитывая, что другой сериал «Сверхлюди» считался «мёртвым», и его в конечном счёте отменили. Съёмочная группа сериала считала, что его, скорее всего, будет отменён, и они сделали финал пятого сезона таким, как будто это был последний эпизод сериала. 14 мая 2018 года «Агентов „Щ.И.Т.“» продлили на шестой сезон, состоящий из 13 эпизодов. Некоторые комментаторы, а также команда сериала, что этот более короткий сезон (предыдущие сезоны состояли из 22 эпизодов) будет последним в сериале, но Данги отрицала это, и седьмой сезон был заказан в ноябре 2018 года. Премьера шестого сезона включает в себя экранную дань уважения соавтору «Щ.И.Т.а», Стэну Ли, который умер в ноябре 2018 года.

### Сценарий
Поскольку шоураннеры Джед Уидон, Морисса Танчароен и Джеффри Белл знали, что седьмой сезон был заказан, пока они работали над шестым, они и сценаристы сериала были уверенно настроены распланировать историю, которая будет разделена на оба сезона, с концовкой-клиффхэнгером в шестом сезоне, которая будет решена в седьмом сезоне. Сценаристы пытались создать больше эпизодов, которые были «вне [их] нормальной формы повествования», как эпизод третьего сезона «4722 часа», и отметили, что в этот момент они вышли за рамки всех своих первоначальных планов для сериала и должны были работать над созданием новых сюжетных линий, которые не повторяли элементы из предыдущих сезонов. В предыдущих сезонах сценаристы делили свои истории на различные «модули», а не растягивали одну историю на 22 эпизода, но это не было необходимо для более короткого сезона из 13 эпизодов.
Действие сезона начинается через год после окончания пятого сезона, отчасти потому, что сценаристы хотели дать персонажам время оплакать смерть Фила Колсона, прежде чем начать своё следующее приключение. В этом сезоне актёры разделились на две группы: команда в космосе, ищущая Лео Фитца после событий пятого сезона, и остальная часть «Щ.И.Т.а» на Земле. Сцены в космосе расширяют элементы, которые были представлены в пятом сезоне, включая инопланетную Конфедерацию, которую Уидон описал как «кивок тону» космических элементов в кинематографической вселенной Marvel (КВМ), но также и попытку найти новую область этого мира для изучения сериала. Уидон добавил: «Я думаю, что фанаты будут в восторге, увидев те уголки и трещинки космоса, которые мы изучаем». На Земле персонажи исследуют серию энергетических аномалий, при этом восстанавливая «Щ.И.Т.» и продолжая наследие Колсона, а Альфонсо «Мак» Маккензи занят пост директора организации. В конце концов они вступают в контакт с Сержантом, новой угрозой миру, который выглядит как Колсон. Звезда Хлоя Беннет ещё до премьеры сезона раскрыла, что там будет элемент фантазии, которого не было в предыдущих сезонах.
Сюжетная линия сезона разворачивается вокруг нескольких монолитов, магических камней, которые были представлены в предыдущих сезонах. Сценаристы не предполагали это, когда они впервые представили эти объекты, но, приближаясь к шестому сезону, они хотели, чтобы Сержант был создан из Колсона, и использовали установленный монолитами контроль над пространством, временем и проявлением страха, чтобы сделать это. Сценаристы чувствовали, что если Сержант присоединится к героям в конце сезона, это приведёт к «разбавленной» версии Колсона, и они не хотели повторяться, перенося злодея на следующий сезон, поэтому они решили убить персонажа в конце сезона. В этом сезоне также впервые представлены хроникомы в качестве угрозы Земле для седьмого сезона, причём большая часть их истории рассказывается в коротких сценах в конце каждого эпизода, ведущих к клиффхэнгеру финального эпизода.

### Кастинг
После выхода в эфир финала пятого сезона, который подразумевал смерть Колсона, актёр Кларк Грегг сказал, что есть «некоторый интерес» к тому, чтобы он участвовал в шестом сезоне, и что он встретится с шоураннерами, чтобы обсудить это. Он предположил, что это участие может быть для флэшбеков, и не был уверен, останется ли он основным членом актёрского состава, как это было в течение предыдущих пяти сезонов. На San Diego Comic-Con 2018 года было подтверждено, что члены основного актёрского состава Минг-На Вен, Хлоя Беннет, Иэн Де Кэскер, Элизабет Хенстридж, Генри Симмонс и Наталия Кордова-Бакли вернутся к своим ролям из предыдущих сезонов, а именно Мелинда Мэй, Дейзи Джонсон / Дрожь, Лео Фитц, Джемма Симмонс, Альфонсо «Мак» Маккензи и Елена «Йо-Йо» Родригес, соответственно. Вдобавок, Джефф Уорд был повышен до основного состава в этом сезоне, после его повторяющейся роли Дика Шоу в пятом сезоне. В декабре того же года было подтверждено, что Колсон умер между событиями пятого и шестого сезонов. В первом тизере сезона, выпущенном в следующем месяце, было показано, что Грегг исполняет роль нового персонажа по имени Сержант. В марте 2019 года было подтверждено, что Грегг сохранил свой статус как член основного состава в сезоне.
Также из предыдущих сезонов вернулись Бриана Венскус в роли Пайпер и Максимилиан Осински в роли Дэвиса, двух второстепенных агентов «Щ.И.Т.», на которых фанаты положительно реагировали в предыдущих сезонах. Танчароен заявила, что в этом сезоне они будут больше раскрыты, и причём все исполнительные продюсеры согласились, что они полюбили персонажей так же, как и фанаты. Эта расширенная роль способствовала тому, что Венскус и Осински оказались во второстепенном составе, в то время как в предыдущих сезонах они очень редко появлялись. В этом сезоне также вернулись Джоэл Стоффер в роли Инока и Кой Стюарт в роли Флинта. В апреле 2018 года было объявлено, что Каролина Выдра, Кристофер Джеймс Бейкер и Барри Шабака Хенли получили роли наёмницы Айзель, убийцы Малахи и профессора естественных наук Маркуса Бенсона. Уидон надеялся, что новые персонажи принесут в сериал некоторые «новые ароматы». В мае, с премьерой сезона, было обнаружено, что несколько повторяющихся актёров исполняют роли членов команды Сержанта: Брук Уильямс в роли Снежинки, Уинстон Джеймс Фрэнсис в роли Джако и Мэтт О'Лири в роли Пакса. Шайну Бала также периодически появляется в сезоне в роли агента Тревора Хана, в то время как у Танчароен роль подруги Дика, Секвойи.

### Дизайн
Художник по костюмам Уитни Галиц обновила костюм и причёску персонажа Беннет, Дрожь, в этом сезоне. Обновлённый костюм отдаёт дань уважения внешнему виду персонажа в анимационном фильме «Восход Marvel: Тайные воины» (где Беннет также озвучивает персонажа) и сохраняет её перчатки и пояс из предыдущих сезонов, хотя они и «обтекаемые и уменьшенные». Символ Дрожи на спине костюма также сохранился, и он обновлён с помощью «контрастных кожаных панелей, чтобы сделать его попсовым». Как часть вдохновения от «Восхода Marvel», обновлённый костюм имеет «дополнительный удар цвета к нему... [с] некоторым фиолетовыми украшениями около выреза, идущими вниз по передним сторонам» вместе с нижней частью талии, в то время как у Беннет более длинные светлые волосы с фиолетовыми бликами. Бритт Лоуренс из Cinema Blend чувствовала, что волосы Беннет «фантастически работают против нового костюма Дрожи», при этом волосы «являются продолжением костюма Дрожи... Вместо того, чтобы быть самостоятельным видом, её волосы дополняют его». Лоуренс отметила, что анимационная версия имела больше фиолетовых акцентов в костюме и более тёмную, короткую причёску, где фиолетовые блики «обрамляли [её] лицо», по сравнению с использованием фиолетового цвета в волосах Беннет, который был похож на «более мягкие блики».

### Съёмки
Съёмки сезона начались 16 июля 2018 года в Калвер-Сити, Калифорния, при этом Грегг стал режиссёром первого эпизода сезона. После эмоционального финала пятого сезона Вен чувствовала, что возвращение в шестой сезон, где Грегг был режиссёром, было «замечательным прямо с порога, и как будто мы получили новую жизнь». Она добавила, что более короткая продолжительность сезона была облегчением из-за того, что снимать сериал было «умственно, эмоционально и физически» обременительным, и это позволило актёрам работать на «150, 200 процентов» в течение всего сезона вместо того, чтобы «чувствовать, что к 16-му эпизоду мы просто пытаемся плыть вверх по реке». Съёмки завершились 18 декабря 2018 года.

### Связь с КВМ
Когда в марте 2019 года главу Marvel Television Джефа Лоуба спросили, как этот сезон будет связан с предстоящим на тот момент фильмом КВМ «Мстители: Финал», он предположил, что годичный скачок во времени между предыдущим сезоном сериала и этим сезоном был одной частью связи сериала с фильмом. «Финал» является прямым продолжением фильма «Мстители: Война бесконечности» (2018), в котором умерла половина всего живого во Вселенной, и это началось вскоре после событий пятого сезона «Агентов „Щ.И.Т.“». В «Финале» показан пятилетний скачок во времени, прежде чем обратить все смерти вспять, что ставит время действия шестого сезона сериала в то время, когда половина жизни всё ещё мертва. Вскоре после выхода «Финала» в апреле, шоураннеры и Лоуб сказали, что сериал не будет показывать эту потерю жизни по нескольким причинам: они начали производство сезона, не зная всего сюжета «Финала», или как «Человек-паук: Вдали от дома» (2019) будет показывать пост-«Финальную» КВМ; они не были уверены, когда сезон будет выпущен по отношению к «Финалу», и сколько им будет позволено раскрыть, если они начнут выходить в эфир до выхода фильма; и они хотели сосредоточиться на том, чтобы рассказать свою собственную историю, а не быть «слишком привязанными к событиям, меняющим вселенную из фильмов». Они признали, что это означает, что сериал больше не соответствовал хронологии фильмов, но Уидон сказал, что у сценаристов есть объяснение этому, которое имеет для них смысл, хотя они и не планировали «обременять зрителей» этим. Тим Бэйсингер из «TheWrap» предположил, что сюжет путешествия во времени в пятом сезоне может объяснить это несоответствие, переместив в шестой сезон в альтернативное будущее, не виденное Доктором Стрэнджом во время «Войны бесконечности», в котором смерти никогда не происходили. В этом сезоне есть некоторые тематические сходства с «Финалом», так как в обоих случаях герои имеют дело с потерей, что, по словам Уидона, было «не совпадение», и он описал это как «природу этих историй».

## Маркетинг
Тизер этого сезона был выпущен в январе 2019 года, и в нём была показана роль Грегга. В марте Marvel выпустило рекламный постер сезона, воссоздающий картину Леонардо да Винчи «Тайная вечеря» с основными членами актёрского состава сезона. Маркетинговый продюсер Джеффри Коло уточнил, что это не изображение из какого-либо эпизода сезона, а «тематическое представление» сезона, наполненное пасхалками для предстоящих эпизодов, о которых Коло сказал: «Некоторые из них вы узнаете, другие не будут иметь никакого значения, пока вы не посмотрите конкретный эпизод». Это изображение привело к размышлениям комментаторов о том, кто из Двенадцати апостолов из оригинальной картины был представлен каждым из персонажей сериала, и будет ли кто-нибудь из них представлять предателя Иуду Искариота. Премьерный эпизод был впервые показан 30 марта на WonderCon.

## Выпуск

### Трансляция
Шестой сезон начал выходить в эфир в США на канале ABC 10 мая 2019 года, и он состоял из 13 эпизодов. По поводу удержания выхода сезона до середины 2019 года, Данги объяснила: «Поставив его на лето, мы чувствуем, что мы можем супер-обслуживать зрителей шоу и, возможно, держать его в эфире дольше», отчасти потому, что «рейтинги прямого эфира в тот же день менее важны» для ABC в летний сезон. Поскольку сезон должен был выйти в эфир после выхода фильма «Мстители: Финал», Данги отметила в мае 2018 года, что решение запланировать это тогда было принято ABC, а не в соответствии с какими-либо более крупными планами по КВМ от Marvel Studios. Однако в какой-то момент между тем временем и выходом сезона, ABC попросило Marvel Television передвинуть премьеру сезона на несколько месяцев раньше, и студия попросила их этого не делать, чтобы «Финал» не был выпущен в середине показа сезона.

### Домашние носители
Показ сезона на Netflix начался в США 1 сентября 2019 года.

## Реакция

### Рейтинги
| №  | Название                              | Дата показа    | Рейтинг (18—49) | Зрителей (миллионов) | DVR (18—49) | Зрителей DVR (миллионов) | Всего (18—49) | Всего зрителей (миллионов) |
| -- | ------------------------------------- | -------------- | --------------- | -------------------- | ----------- | ------------------------ | ------------- | -------------------------- |
| 1  | «Недостающие детали»                  | 10 мая 2019    | 0,4/3           | 2,31                 | 0,5         | 1,32                     | 0,9           | 3,63                       |
| 2  | «Окно возможностей»                   | 17 мая 2019    | 0,4/3           | 2,18                 | 0,4         | 1,24                     | 0,8           | 3,42                       |
| 3  | «Страх и ненависть на планете Китсон» | 24 мая 2019    | 0,4/3           | 2,26                 | 0,4         | 1,09                     | 0,8           | 3,40                       |
| 4  | «Код жёлтый»                          | 31 мая 2019    | 0,5/3           | 2,35                 | 0,4         | 1,10                     | 0,9           | 3,45                       |
| 5  | «Другое дело»                         | 14 июня 2019   | 0,4/3           | 2,18                 | 0,4         | 1,03                     | 0,8           | 3,21                       |
| 6  | «Неизбежное»                          | 21 июня 2019   | 0,4/3           | 2,12                 | 0,3         | 1,01                     | 0,7           | 3,13                       |
| 7  | «Я же говорил»                        | 28 июня 2019   | 0,4/3           | 2,17                 | 0,4         | 1,02                     | 0,8           | 3,19                       |
| 8  | «Курс на столкновение (Часть 1)»      | 5 июля 2019    | 0,3/2           | 1,79                 | 0,4         | 1,03                     | 0,7           | 2,82                       |
| 9  | «Курс на столкновение (Часть 2)»      | 12 июля 2019   | 0,4/3           | 2,30                 | 0,4         | 1,04                     | 0,8           | 3,34                       |
| 10 | «Прыжок»                              | 19 июля 2019   | 0,5/3           | 2,38                 | 0,3         | 1,07                     | 0,8           | 3,45                       |
| 11 | «Из пепла»                            | 26 июля 2019   | 0,4/3           | 2,14                 | 0,3         | 0,99                     | 0,7           | 3,13                       |
| 12 | «Послание»                            | 2 августа 2019 | 0,4/3           | 1,88                 | 0,4         | 1,09                     | 0,8           | 2,97                       |
| 13 | «Новая жизнь»                         | 2 августа 2019 | 0,4/3           | 1,88                 | 0,4         | 1,09                     | 0,8           | 2,97                       |

Согласно исследованию Nielsen Media Research, премьера сезона пришлась на долю 0.4/3% среди взрослых в возрасте от 18 до 49 лет, означая, что его видели 0,4% всех домашних хозяйств и 3% всех тех, кто смотрел телевизор во время трансляции. Это было падение по сравнению с финалом и средней зрительской аудиторией предыдущего сезона. Однако общая аудитория в 2,31 миллиона человек стала самой большой для сериала с января 2018 года. Этот сезон стал самой рейтинговой программой в своём временном интервале на летний период 2019 года, а также самым результативным сериалом для ABC в этом временном интервале с летнего периода 2016 года.

### Реакция критиков
На сайте Rotten Tomatoes сезон имеет рейтинг 93%, со средней оценкой 7,7/10, на основе 15 отзывов. Консенсус сайта гласит: «Уже шестой сезон, и „Агенты «Щ.И.Т.»“ продолжает углублять своё исследование космоса и отношений между своими героями».